# Isla Mujeres (gmina)

Położenie gminy Isla Mujeres na mapie stanu Quintana Roo

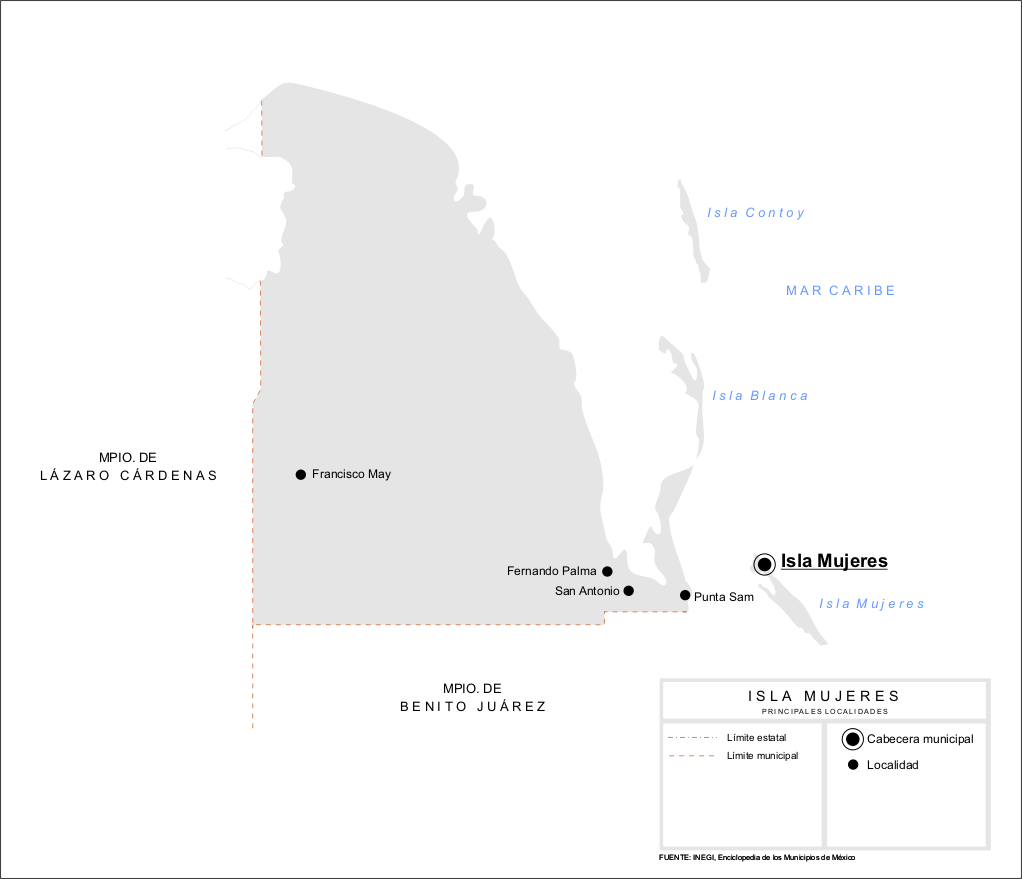
Plan gminy Isla Mujeres

Isla Mujeres (hiszp. Wyspa kobiet) – niewielka gmina w północno-wschodniej części meksykańskiego stanu Quintana Roo, położona na wierzchołku półwyspu Jukatan, na wybrzeża łączącym Zatokę Meksykańską z Morzem Karaibskim. Jest jedną z 10 gmin w tym stanie.
Siedzibą władz gminy jest niewielkie miasto Isla Mujeres, znajdujące się na wyspie o tej samej nazwie. Powierzchnia gminy oprócz stałego lądu, który jest głównym udziałem gminy, obejmuje także kilka wysp przybrzeżnych np. Isla Blanca.
Mimo iż rejon został skolonizowany przez Europejczyków bardzo wcześnie, bo już 1542 roku (Francisco de Montejo El Sobrino) nie miał on dużego znaczenia ze względu na brak bogactw mineralnych. Gminę utworzono w 1975 roku decyzją gubernatora stanu Quintana Roo, ze względu na szybki wzrost liczby mieszkańców spowodowany wzrostem znaczenia regionu jako celu wypraw turystycznych. W 2005 roku ludność gminy liczyła 15 186 mieszkańców.

## Geografia gminy

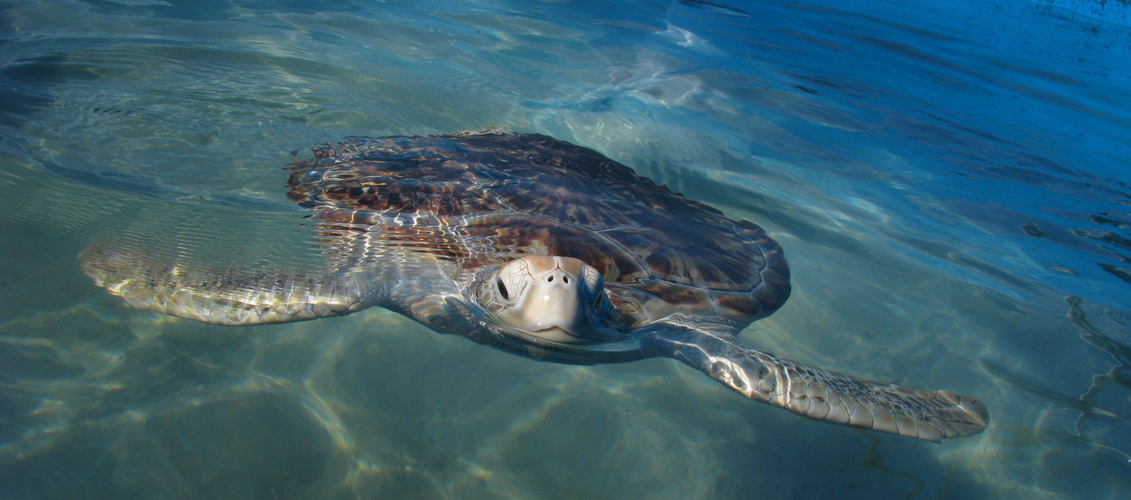
Żółw morski pływający w przybrzeżnych wodach

Powierzchnia gminy wynosi 1 100 km² zajmując 2.16% powierzchni stanu, co czyni ją jedną z mniejszych w stanie Quintana Roo. Obszar gminy jest równinny, a nierówności terenu nie są wyniesione ponad poziom morza o więcej niż 20 m.
Teren w dużej części pokryty jest lasami, które mają charakter lasów deszczowych. Brak jest znaczących rzek a wzdłuż wybrzeża jest szereg zbiorników przybrzeżnych mających charakter lagun (Laguna Conil, Laguna Chakmochuk, Laguna Macax). Przy jednej z nich jest przylądek Catoche - do którego dotarła w 1517 roku wyprawa Francisco Hernández de Córdoby - odkrywcy Meksyku. Klimat jest ciepły i wilgotny ze średnią roczną temperaturą wynoszącą 27,4 °C i opadami 1041,7 mm.
Na terenie gminy są dwa parki narodowe: Parque Nacional Isla Contoy i Parque Nacional Costa Occidente de Isla Mujeres obfitujące w wiele rzadkich gatunków fauny i flory.